# 爆炸人
《爆炸人》是一款2.5D平台游戏，由Twisted Pixel Games为Xbox 360的Xbox Live Arcade（XBLA）数字下载服务开发。游戏收录于合辑“2009 Xbox Live Summer of Arcade”中，于2009年7月发行。
游戏获得积极评价，在Metacritic和GameRankings上的汇总得分分别为84/100和86%。游戏赢得Xbox Live玩家票选的2009年最佳原创XBLA游戏。游戏到2011年年末售出48.7万。续作《爆破小妹》于2011年7月13日推出。